# Colt 2000
A Colt 2000 vagy más néven All American 2000 egy polimer vagy alumínium ötvözetből készült félautomata, 9mm-es kézifegyver, melynek tárába 15 db lőszer fér. A fegyvert Knight C. Reed és Stoner Eugene tervezte, hogy ezzel lépjenek be a polimer ötvözetből készült, nagy tárkapacitású kézifegyverek piacára az 1990-es évek elején. Colt úgy gondolta, hogy ez a pisztoly fogja visszafoglalni a cég cölöpös helyét a rendőrségi piacon, mivel USA szerte a rendőrségi erők átálltak a kettős működésű revolverekről a félautomata fegyverekre. Abban bízott, hogy a fegyver eladásából befolyt összeg megmenti a problémákkal küzdő céget, az UAW (United Automobile Workers) sztrájk miatt kialakult csőd széléről.
A Colt 2000-es tervei korábbi, a kora 20. századi lőfegyverek konstrukcióin alapult. A huzagolt cső például a Steyr M1912-en alapszik, a szánakasztó szerkezetet pedig a francia Manufacture d'Armes et des Cycles de Saint-Etienne cég már 1914 óta használta. A pisztolyt hét részre lehet szétszedni. 
Bár a fegyver a Colt nevet viselte, és sok újításon esett át, a pisztolyt mégis sok vád érte, annak pontatlansága és megbízhatatlansága miatt. A fegyver erős kampánya elbukott, és a Colt 2000-es gyártását 1994-ben befejezték. A Colt elnöke, Whitaker Ron azt állította, hogy az eladási ráta nem volt elégséges, így a fegyver gyártása nem volt gazdaságos. A fegyver részeit külső cégek készítették, majd a vállalat Nyugat Hartfordi (Connecticut) intézetében szerelték össze.
Az alumínium vázas változatból készült fa markolatú is, mintegy kiegészítőként a polimer ötvözetből készültek mellé, melyek igen csak keresettek a Colt fegyvergyűjtők között a kevés legyártott példányszám miatt. A többi polimer ötvözetből készült kézifegyverekkel ellentétben, a Colt 2000-es eltávolítható markolatfedéllel rendelkezik.

## Fordítás
Ez a szócikk részben vagy egészben a Colt 2000 című angol Wikipédia-szócikk ezen változatának fordításán alapul.  Az eredeti cikk szerkesztőit annak laptörténete sorolja fel. Ez a jelzés csupán a megfogalmazás eredetét és a szerzői jogokat jelzi, nem szolgál a cikkben szereplő információk forrásmegjelöléseként.